# Ernst Schwalbe
Ernst Theodor Carl Schwalbe (* 26. Januar 1871 in Berlin; † 16. März 1920 in Schutow bei Rostock) war ein deutscher Pathologe.

## Leben
Ernst Theodor Karl wurde als Sohn des Gymnasialdirektors Georg Bernhard Schwalbe (* 23. Oktober 1841 in Quedlinburg; † 31. März 1901 in Berlin) und dessen am 25. April 1867 in Hamburg geheirateten Frau Elisabeth Friederike Jordine Kelting (* 9. Mai 1845 in Hamburg; † 5. Februar 1930 in Berlin-Zehlendorf) geboren. Schwalbe studierte Medizin an der Kaiser-Wilhelms-Universität Straßburg, der Friedrich-Wilhelms-Universität zu Berlin und der Ruprecht-Karls-Universität Heidelberg. In Heidelberg wurde er 1895 zum Dr. med. promoviert. Ab 1896 war er in Heidelberg und Straßburg Assistent in der Pathologie, Anatomie und Inneren Medizin.
Er habilitierte sich 1900 und lehrte als Privatdozent in Heidelberg. Seit 1904 a.o. Professor für Pathologie und pathologische Anatomie, wurde er 1907 Prosektor und Leiter des Pathologisch-Bakteriellen Instituts am Städtischen Krankenhaus Karlsruhe. Schon im nächsten Jahr folgte er dem Ruf der Universität Rostock auf ihren Lehrstuhl für Pathologie. Mit 49 Jahren kam er 1920 als Zeitfreiwilliger und Kompagnieführer beim Kapp-Putsch in Rostock ums Leben.

## Veröffentlichungen (Auswahl)
- Untersuchungen über künstliche Parthenogenese und das Wesen des Befruchtungsvorgangs. Leipzig 1906.
- Kleinlebewesen und Krankheiten. Jena 1908.
- Allgemeine Pathologie. Ein Lehrbuch für Studierende und Ärzte. Stuttgart 1911.
- mit Hermann Brüning (Hg.): Handbuch der allgemeinen Pathologie und der pathologischen Anatomie des Kindesalters. 2 Bände. Wiesbaden 1912–1914.
- als Hrsg. mit Robert Meyer: Studien zur Pathologie der Entwicklung. Jena 1914.
- Vorlesungen über Geschichte der Medizin. 3. Auflage. Jena 1920.
- Die Morphologie der Missbildungen des Menschen und der Tiere. Ein Lehrbuch für Morphologen, Physiologen, praktische Ärzte und Studierende. Jena 1960.